# Союз самбо Азии
Союз самбо Азии - главный управляющий орган самбо в Азии. Штаб-квартира организации располагается в Ташкенте (Узбекистан).

## История
Азиатская Федерация Самбо (АФС) была образована 16 Октября 1991 года решением Учредительного Конгресса. В числе стран - основателей были Узбекистан, Казахстан, Киргизия, Туркменистан, Монголия, Япония и Россия. Первоначальное название федерации – Азиатская Международная Федерация Самбо. Первым Президентом АФС был Томоюки Харимаи (Япония), а Генеральным Секретарём – Александр Прокопенко (Россия).
В 2013 штаб-квартира АФС была перенесена в Ташкент (Узбекистан) и Союз самбо Азии был создан, как правопреемник АФС. Союз самбо Азии осуществляет планомерное развитие самбо на азиатском континенте, регулярно проводит соревнования, в том числе чемпионат Азии и включает 25 национальных федераций.

## Руководство ССА
Президент Союза самбо Азии - Аламжон Муллаев (Узбекистан) 

Генеральный секретарь ССА - Франсуа Саад (Ливан) 

Вице-президент - Махмуд Абдуллоев (Таджикистан)

## Национальные федерации самбо
- Федерация Самбо Афганистана
- Федерация Самбо Вьетнама
- Федерация Самбо Индии
- Федерация Самбо Индонезии
- Ассоциация Самбо Ирана
- Федерация Джуджитсу-Кураш и Самбо Ирака
- Федерация Самбо Иордании
- Федерация Самбо и Дзюдо Йемена
- Федерация Самбо Казахстана
- Федерация Самбо Кореи
- Федерация Самбо Киргизии
- Федерация Самбо и Дзюдо Ливана
- Федерация Самбо Малайзии
- Любительская Федерация Самбо Монголии
- Федерация Самбо Непала
- Федерация Самбо Пакистана
- Федерация Дзюдо и Самбо Палестины
- Федерация Самбо Тайвани
- Ассоциация Самбо Сингапура
- Федерация Самбо Сирии.
- Федерация Самбо Таджикистана
- Федерация Самбо Таиланда
- Федерация Боевых Искусств Туркменистана
- Ассоциация Самбо Узбекистана
- Федерация Самбо Филиппин
- Федерация Самбо Японии

Кандидатом на вступление в Союз Самбо Азии является Федерация Самбо Шри-Ланки.